# The Trammps
The Trammps su američki disco i soul sastav, osnovan 1972. u Philadelphiji.
Jedan od prvih glazbenih sastava disco žanra prvi veliki uspjeh u SAD-u postigao je 1972. singlom „Zing! Went the Strings of My Heart”, preradom pjesme Judy Garland iz 1943. Singl je dosegnuo 17. mjesto R&B ljestvice.
Vrhunac karijere, najpoznatiji njihov singl „Disco Inferno” (1976.), objavljen na soundtracku filma Groznica subotnje večeri iz 1977., dosegao je 11. mjesto Billboardove ljestvice 1978. i priskrbio im nagradu Grammy.

## Studijski albumi
- Trammps (1975.)
- The Legendary Zing Album (1975.)
- Where the Happy People Go (1976.)
- Disco Inferno (1976.)
- The Trammps III (1977.)
- The Whole World's Dancing (1979.)
- Mixin' It Up (1980.)
- Slipping Out (1980.)
- This One Is for the Party (1984.)

## Vanjske poveznice
- Službena stranica